# IC 4256
IC 4256 ist eine Spiralgalaxie vom Hubble-Typ Sb im Sternbild Jagdhunde am Nordsternhimmel. Sie ist schätzungsweise 304 Millionen Lichtjahre von der Milchstraße entfernt und hat einen Durchmesser von etwa 35.000 Lichtjahren.

Im selben Himmelsareal befinden sich die Galaxien NGC 5187, IC 4239, IC 4240, IC 4242.
Das Objekt wurde am 30. Juni 1896 von Stéphane Javelle entdeckt.